# Sergei Avdeyev
Sergei Avdeyev (em russo:  Сергей Васильевич Авдеев; Chapayevsk, 1 de janeiro de 1956) é um ex-cosmonauta russo.
Avdeyev nasceu em Chapayevsk, Samara Oblast (anteriormente Kuybyshev Oblast), RSFSR. Formou-se no Instituto de Engenharia Física de Moscou em 1979. De 1979 a 1987 trabalhou como engenheiro para a RKK Energia. Ele foi selecionado como um cosmonauta como parte do Grupo Engenheiro 9 do Energia em 26 de março de 1987. Seu treinamento básico cosmonauta foi de dezembro de 1987 até julho de 1989. Aposentou-se como cosmonauta em 14 de fevereiro de 2003.
Avdeyev a certa altura deteve o recorde por tempo cumulativo passado no espaço com 747,59 dias em órbita terrestre, acumulados ao longo de três viagens de trabalho a bordo da estação espacial Mir. Ele orbitou a Terra 11.968 vezes viajando aproximadamente 515 milhões de quilômetros. Em agosto de 2005, este recorde foi tomado por outro cosmonauta, Sergei K. Krikalev.

## Viagens espaciais
- Soyuz TM-15 – 27 de julho de 1992 a 1 de fevereiro de 1993 – 188 dias, 21 horas, 41 minutos, 15 segundos
- Soyuz TM-22 – 3 de setembro de 1995 a 29 de fevereiro de 1996 – 179 dias, 1 hora, 41 minutos, 45 segundos
- Soyuz TM-28 & Soyuz TM-29 – 13 de agosto de 1998 a 28 de agosto de 1999 – 379 dias, 14 horas, 51 minutos, 9 segundos